# Juvencus
Gaius Vettius Aquilinus Juvencus war ein hispanischer Presbyter, der zur Zeit Konstantins des Großen (306–337) lebte.
Juvencus ist der Verfasser mindestens zweier christlicher Epen in Hexametern. Das eine, Ordo sacramentorum, ist verloren. Nur das Werk mit dem Titel Evangeliorum libri quattuor („Vier Bücher der Evangelien“) ist erhalten. Dieses Epos ist eine Evangelienharmonie in insgesamt etwa 3200 Hexametern, die sich vor allem auf das Evangelium nach Matthäus, in Teilen auch auf die Evangelien nach Lukas und Johannes stützt. Juvencus ist neben Commodian (um 270) der erste namentlich bekannte christliche Dichter. Die Evangeliorum libri quattuor scheinen schnell weite Akzeptanz und auch mehrere Nachfolger in der christlichen Gelehrtenwelt gefunden zu haben. Vor allem in der Zeit der Karolinger wurde das Werk häufig rezipiert, wie die zahlreichen Handschriften aus dem 9. Jahrhundert zeigen. Erstmals gedruckt wurden die Evangeliorum libri um 1490.

## Ausgaben
- Historia evangelica heroicis versibus conscripta. Jakob von Breda, Deventer 1497 (Digitalisierte Ausgabe der Universitäts- und Landesbibliothek Düsseldorf).
- Scott McGill: Juvencus’ Four Books of the Gospels. Routledge, London/New York 2016, ISBN 978-0-415-63583-7.